# Délire de type Truman Show
Le délire de type Truman Show ou syndrome de Truman est un type de délire dans lequel le sujet atteint est persuadé que sa vie est mise en scène dans une téléréalité ou bien d'être observé par des caméras cachées. Le terme est inventé en 2008 par les frères Joel et Ian Gold, respectivement psychiatre et neurophilosophe, d'après le film The Truman Show sorti en 1998.
Le délire du Truman Show n'est officiellement ni reconnu ni répertorié dans le Manuel diagnostique et statistique de l'Association américaine de psychiatrie.

## Contexte
The Truman Show est une comédie dramatique de 1998 réalisée par Peter Weir et écrite par Andrew Niccol. L'acteur Jim Carrey joue le rôle de Truman Burbank, un homme qui découvre qu'il vit dans une réalité construite, télévisée mondialement 24 heures sur 24. Depuis qu'il est dans le ventre de sa mère, sa vie entière a été télévisée, et toutes les personnes qui l'entourent sont des acteurs rémunérés. En découvrant la vérité sur son existence, Burbank se bat pour échapper à ceux qui l'ont contrôlé toute sa vie.
Le concept est antérieur à ce film particulier, qui a été inspiré par un épisode de 1989 de La Cinquième Dimension, intitulé Souriez, vous êtes filmé, qui commence par la découverte par le protagoniste d'une caméra dans le miroir de sa salle de bains. Cet homme apprend bientôt que sa vie est diffusée 24 heures sur 24 et 7 jours sur 7 aux téléspectateurs du monde entier. L'auteur Philip K. Dick a écrit un roman, Le Temps désarticulé (1959), dans lequel le protagoniste vit dans un monde simulé dans lequel sa « famille » et ses « amis » sont tous rémunérés pour maintenir l'illusion. Des romans de science-fiction ultérieurs reprennent ce thème. Bien que ces livres ne partagent pas les aspects de téléréalité du Truman Show, ils ont en commun le concept d'un monde qui a été construit par d'autres, autour des aspects personnels de quelqu'un.

## Impact de la culture sur les délires
L'expansion rapide de la technologie soulève des questions sur les délires qui sont possibles et ceux qui sont bizarres. Dolores Malaspina, rédactrice du DSM-5
Les délires - croyances fixes et fallacieuses - sont des symptômes qui, en l'absence de maladie organique, indiquent une maladie psychiatrique. Le contenu des délires varie considérablement (limité par l'imagination de la personne délirante), mais certains thèmes ont été identifiés : par exemple, la persécution. Ces thèmes ont une importance diagnostique dans la mesure où ils orientent vers certains diagnostics. Le délire de persécution est, par exemple, classiquement liés à la psychose.
Le contenu des délires est invariablement lié à l'expérience de vie d'une personne, et la culture contemporaine semble jouer un rôle important. Une étude rétrospective menée en 2008 montre comment le contenu des délires a évolué au fil du temps, passant du religieux/magique au politique et finalement au technique. Les auteurs concluent que

« les changements sociopolitiques et les développements scientifiques et techniques ont une influence marquée sur le contenu délirant de la schizophrénie. »

Le psychiatre Joseph Weiner a fait le commentaire suivant :

« ...dans les années 1940, les patients psychotiques exprimaient des délires selon lesquels leur cerveau était contrôlé par des ondes radio ; aujourd'hui, les patients délirants se plaignent couramment de l'implantation de puces informatiques. »

Le délire du Truman Show pourrait représenter une nouvelle évolution du contenu des délires de persécution en réaction à une culture populaire en mutation.

« Les émissions de télé-réalité étant très visibles, c'est un domaine qu'un patient peut facilement intégrer dans un système délirant. Une telle personne croirait qu'elle est constamment filmée, regardée et commentée par un large public. »

## Cas rapportés
Bien que la prévalence de ce trouble ne soit pas connue, plusieurs centaines de cas ont été signalés. Des cas de personnes souffrant de syndrome de Truman ont été enregistrés dans le monde entier. Joel Gold, psychiatre au Bellevue Hospital Center de New York et professeur agrégé de psychiatrie à l'université de New York, et son frère Ian, titulaire d'une chaire de recherche en philosophie et psychiatrie à l'université McGill de Montréal, sont les principaux chercheurs sur le sujet. Ils ont communiqué, depuis 2002, avec plus d'une centaine de personnes souffrant de ce délire. Ils ont rapporté qu'un patient s'est rendu à New York après le 11 septembre pour s'assurer que les attaques terroristes n'étaient pas un rebondissement dans son Truman Show personnel, tandis qu'un autre s'est rendu dans un bâtiment fédéral du Lower Manhattan pour demander l'asile de son « spectacle ». Un autre patient avait travaillé comme stagiaire dans une émission de télé-réalité et croyait être secrètement suivi par des caméras, même dans les bureaux de vote le jour des élections en 2004. Il a crié que le président de l'époque, George W. Bush, était un « Judas », ce qui l'a amené au Bellevue Hospital et à l'attention de Gold.
L'un des patients de Gold, un vétéran de l'armée issu de la classe moyenne supérieure qui voulait escalader la statue de la Liberté dans l'espoir de se libérer du « spectacle »,, a décrit son état de la manière suivante :

« J'ai réalisé que j'étais et que je suis le centre, le point d'attention de millions et de millions de personnes.... Ma famille et tous ceux que je connaissais étaient et sont les acteurs d'un scénario, d'une charade dont le seul but est de faire de moi le centre de l'attention du monde. »

Le choix du nom « délire de type Truman Show » par les Gold a été influencé par le fait que trois des cinq patients initialement traités par Joel Gold pour ce syndrome ont explicitement lié leurs expériences perçues au film.
Au Royaume-Uni, les psychiatres Paolo Fusar-Poli, Oliver Howes, Lucia Valmaggia et Philip McGuire de l'Institut de psychiatrie de Londres ont décrit dans le British Journal of Psychiatry ce qu'ils appellent le « syndrome de Truman » :

« Une croyance préoccupante que le monde avait changé d'une manière ou d'une autre et que d'autres personnes en étaient conscientes, ce qu'il interprétait comme indiquant qu'il était le sujet d'un film et qu'il vivait dans un décor de film (un "monde fabriqué"). Ce groupe de symptômes ... est une plainte courante chez les personnes ... qui peuvent être dans la phase prodromique de la schizophrénie. »

Les auteurs suggèrent que « l'explication Truman » est le résultat de la recherche de sens par les patients dans leur perception que le monde ordinaire a changé d'une manière significative mais inexplicable.

## Pertinence médicale
Le syndrome de Truman n'est pas officiellement reconnu et ne fait pas partie du Manuel diagnostique et statistique de l'Association psychiatrique américaine. Les Gold ne disent pas qu'il s'agit d'un nouveau diagnostic mais le qualifient de « variance des délires de persécution et de mégalomanie connus ».

## La réaction du cinéaste
Après avoir entendu parler de cette maladie, Andrew Niccol, scénariste de The Truman Show, a déclaré : « Vous savez que vous avez réussi lorsque vous avez une maladie qui porte votre nom ».